# Luis Alberto Escobedo

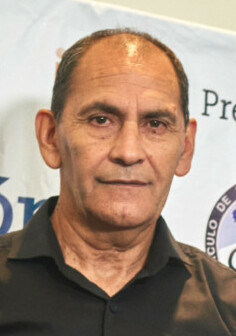
Luis Alberto Escobedo

Luis Alberto Escobedo (* 3. September 1962 in Santiago del Estero) ist ein ehemaliger argentinischer Fußballspieler.
Der Mittelfeldspieler begann seine Karriere 1982 bei CA Los Andes. 1983 wechselte er zu Belgrano, mit denen er in der Primera División spielte und 1984 das Viertelfinale der argentinischen Meisterschaft erreichte. 1985 stieg der Klub ab und er ging wieder zu Los Andes. 1988 und 1989 war er bei Colón. 1990 wechselte er zu den Santiago Wanderers in die chilenische Primera División. Dort wurde er nach einem positiven Dopingtest auf Amphetamin 1991 gesperrt. Danach ging er wieder nach Argentinien, zuerst zu Vélez Sársfield und 1994 erneut zu Belgrano. Von 1996 bis 1999 stand er bei Temperley unter Vertrag. Bei Sportivo Dock Sud beendete er 2000 seine Laufbahn.
Escobedo war 1982 Soldat im Falklandkrieg und sah den Fußball als Therapie seiner Kriegserlebnisse an.